# Krisztián Pars
Krisztián Pars (ur. 18 lutego 1982 w Körmend) – węgierski lekkoatleta, młociarz.
Pierwszy międzynarodowy sukces węgierski sportowiec odniósł w 1999 kiedy to został mistrzem świata juniorów młodszych. Dwa lata później zdobył złoty medal i tytuł mistrza Europy juniorów. W 2003 roku w Bydgoszczy wygrał młodzieżowy czempionat Starego Kontynentu. W pierwszym występie na igrzyskach olimpijskich (2004) zajął czwarte miejsce (po dyskwalifikacji Iwana Cichana). Szósty zawodnik mistrzostw świata w Helsinkach w roku 2005. W swoim debiucie w mistrzostwach Europy w 2006 był piąty. Rok później uplasował się na piątym miejscu mistrzostw globu. W konkursie rzutu młotem na igrzyskach olimpijskich w Pekinie (2008) Pars zajął czwarte miejsce, po dyskwalifikacji za doping dwóch białoruskich medalistów to jemu przyznano srebrny medal. W 2010 Sportowy Sąd Arbitrażowy z siedzibą w Lozannie uznał testy antydopingowe za nieważne, ponieważ laboratorium w Pekinie nie spełniało międzynarodowych standardów i Węgier powrócił na czwarte miejsce. W trzecim występie na mistrzostwach globu (Berlin 2009) był czwarty, a rok później wywalczył brązowy medal mistrzostw Europy. Wicemistrz świata z Daegu (2011) i Moskwy (2013). W czerwcu 2012 został mistrzem Europy, a miesiąc później zdobył złoty medal na igrzyskach olimpijskich w Londynie. W 2013 został wicemistrzem świata.
Reprezentant kraju w pucharze Europy w rzutach lekkoatletycznych, pucharze Europy oraz drużynowym czempionacie Starego Kontynentu.
Rekord życiowy: 82,69 (16 sierpnia 2014, Zurych). Pars jest aktualnym rekordzistą Węgier juniorów w rzucie młotem (81,34 w 2001). Wielokrotny medalista mistrzostw kraju w różnych kategoriach wiekowych.

## Osiągnięcia
| Rok  | Impreza                               | Miejsce              | Lokata            | Wynik |
| ---- | ------------------------------------- | -------------------- | ----------------- | ----- |
| 1999 | Mistrzostwa świata juniorów młodszych | Bydgoszcz            | 1. miejsce        | 74,76 |
| 2001 | Mistrzostwa Europy juniorów           | Grosseto             | 1. miejsce        | 69,42 |
| 2003 | Młodzieżowe mistrzostwa Europy        | Bydgoszcz            | 1. miejsce        | 77,25 |
| 2004 | Zimowy puchar Europy w rzutach        | Marsa                | 1. miejsce        | 79,69 |
| 2004 | I liga pucharu Europy                 | Stambuł              | 3. miejsce        | 74,37 |
| 2004 | Igrzyska olimpijskie                  | Ateny                | 4. miejsce        | 78,73 |
| 2004 | Światowy finał lekkoatletyczny IAAF   | Szombathely          | 2. miejsce        | 79,17 |
| 2005 | Zimowy puchar Europy w rzutach        | Mersin               | 5. miejsce        | 75,45 |
| 2005 | I liga pucharu Europy                 | Gävle                | 2. miejsce        | 77,04 |
| 2005 | Mistrzostwa świata                    | Helsinki             | 6. miejsce        | 78,03 |
| 2005 | Światowy finał lekkoatletyczny IAAF   | Szombathely          | 3. miejsce        | 78,32 |
| 2006 | Zimowy puchar Europy w rzutach        | Tel Awiw-Jafa        | 5. miejsce        | 75,04 |
| 2006 | I liga pucharu Europy                 | Saloniki             | 2. miejsce        | 78,16 |
| 2006 | Mistrzostwa Europy                    | Göteborg             | 5. miejsce        | 78,34 |
| 2006 | Światowy finał lekkoatletyczny IAAF   | Stuttgart            | 3. miejsce        | 80,41 |
| 2007 | Zimowy puchar Europy w rzutach        | Jałta                | 4. miejsce        | 75,79 |
| 2007 | I liga pucharu Europy                 | Mediolan             | 4. miejsce        | 76,45 |
| 2007 | Mistrzostwa świata                    | Osaka                | 5. miejsce        | 80,93 |
| 2007 | Światowy finał lekkoatletyczny IAAF   | Stuttgart            | 2. miejsce        | 78,42 |
| 2008 | Zimowy puchar Europy w rzutach        | Split                | 2. miejsce        | 77,06 |
| 2008 | I liga pucharu Europy                 | Stambuł              | 1. miejsce        | 78,32 |
| 2008 | Igrzyska olimpijskie                  | Pekin                | 4. miejsce        | 80,96 |
| 2008 | Światowy finał lekkoatletyczny IAAF   | Stuttgart            | 2. miejsce        | 79,37 |
| 2009 | Zimowy puchar Europy w rzutach        | Teneryfa             | 1. miejsce        | 80,38 |
| 2009 | I liga drużynowych mistrzostw Europy  | Bergen               | 1. miejsce        | 77,78 |
| 2009 | Mistrzostwa świata                    | Berlin               | 4. miejsce        | 77,45 |
| 2009 | Światowy finał lekkoatletyczny IAAF   | Saloniki             | 3. miejsce        | 77,49 |
| 2010 | I liga drużynowych mistrzostw Europy  | Budapeszt            | 1. miejsce        | 77,83 |
| 2010 | Mistrzostwa Europy                    | Barcelona            | 3. miejsce        | 79,06 |
| 2011 | Zimowy puchar Europy w rzutach        | Sofia                | 1. miejsce        | 79,84 |
| 2011 | I liga drużynowych mistrzostw Europy  | Izmir                | 1. miejsce        | 80,14 |
| 2011 | Mistrzostwa świata                    | Daegu                | 2. miejsce        | 81,18 |
| 2012 | Mistrzostwa Europy                    | Helsinki             | 1. miejsce        | 79,72 |
| 2012 | Igrzyska olimpijskie                  | Londyn               | 1. miejsce        | 80,59 |
| 2013 | Zimowy puchar Europy w rzutach        | Castelló de la Plana | 1. miejsce        | 77,24 |
| 2013 | I liga drużynowych mistrzostw Europy  | Dublin               | 1. miejsce        | 76,56 |
| 2013 | Mistrzostwa świata                    | Moskwa               | 2. miejsce        | 80,30 |
| 2014 | Zimowy puchar Europy w rzutach        | Leiria               | 2. miejsce        | 77.96 |
| 2014 | Mistrzostwa Europy                    | Zurych               | 1. miejsce        | 82,69 |
| 2014 | Puchar interkontynentalny             | Marrakesz            | 1. miejsce        | 78,99 |
| 2015 | Zimowy puchar Europy w rzutach        | Leiria               | 1. miejsce        | 79,24 |
| 2015 | II liga drużynowych mistrzostw Europy | Stara Zagora         | 1. miejsce        | 77,27 |
| 2015 | Mistrzostwa świata                    | Pekin                | 4. miejsce        | 77,32 |
| 2016 | Puchar Europy w rzutach               | Arad                 | 1. miejsce        | 75,21 |
| 2016 | Igrzyska olimpisjkie                  | Rio de Janeiro       | 7. miejsce        | 75,28 |
| 2017 | Mistrzostwa świata                    | Londyn               | el. – 14. miejsce | 74,08 |
| 2019 | Mistrzostwa świata                    | Doha                 | el. – 22. miejsce | 73,05 |
| 2021 | Puchar Europy w rzutach               | Split                | 13. miejsce       | 71,80 |
| 2022 | Mistrzostwa Europy                    | Monachium            | el. –             | NM    |

## Odznaczenia
- Krzyż Oficerski Węgierskiego Orderu Zasługi (odmiana cywilna) (2012)
- Krzyż Kawalerski Węgierskiego Orderu Zasługi (odmiana cywilna) ówcześnie Orderu Zasługi Republiki Węgierskiej (2008)
- Brązowy Węgierski Krzyż Zasługi (odmiana cywilna) ówcześnie Brązowy Krzyż Zasługi Republiki Węgierskiej (2004)